# AAA vs. Elite
AAA vs. ELITE fue un evento pago por visión de lucha libre profesional producido por Lucha Libre AAA Worldwide y Lucha Libre Elite. Tuvo lugar el 21 de julio de 2018 desde el Gimnasio Olímpico Juan de la Barrera en Ciudad de México.

## Desarrollo
En 26 de junio de 2018 se anunció que el Lucha Libre AAA Worldwide y la Lucha Libre Elite habían llegado a un acuerdo para realizar eventos de lucha libre en junio de 2018. Además se invitó a que los aficionados asistan vestidos con color rojo en caso de apoyar a los luchadores de AAA y de azul si están de lado de ELITE.

## Resultados
- Team AAA (Faby Apache, La Hiedra & Vanilla Vargas) derrotaron a Team ELITE (Zeuxis, Keira & Lady Maravilla).
  - Apache cubrió a Zeuxis después de un «Powerbomb».
  - Después de la lucha, Lady Shani apareció para atacar a Apache con un palo de kendo.
- Team ELITE (Trauma I & Trauma II) derrotaron a Team AAA (Máximo & La Máscara).
  - Los Traumas rindieron a Máximo y Máscara con una «Cruceta Invertida».
  - Después de la lucha, Los Traumas y Máximo se dieron la mano en señal de respeto, pero fueron atacados por Brian Cage y Kevin Kross.
- Team ELITE (El Hijo de L.A. Park & Taurus) derrotaron a Team AAA (Aero Star & Argenis).
  - Después de la lucha, La Parka Negra atacó a Hijo de L.A. Park. despojándole de su máscara, sin embargo fueron atacados por Brian Cage y Kevin Kross nuevamente.
  - Luego del ataque, Star, Argenis y Taurus salieron a detenerlos, pero igual fueron atacados.
- Team ELITE (Jack Evans & Teddy Hart) derrotaron a Team AAA (Pagano & Joe Líder).
  - Evans cubrió a Líder después de un «630 Senton».
  - Durante la lucha, Pagano sufrió una contusión al caer desde el piso.
- Team AAA (El Texano Jr. & Rey Escorpión) derrotaron a Team ELITE (Laredo Kid & Golden Magic).
  - Texano cubrió a Magic después de golpear con una silla.
  - Durante la lucha, La Parka interfirió a favor de Texano y Escorpión.
  - Durante la lucha, Kevin Kross y Brian Cage intentaron interferir la lucha, pero fueron detenidos todo el roster de AAA.
  - El Campeonato Mundial en Parejas de AAA de Texano y Escorpión no estuvieron en juego.
- Team ELITE (L.A. Park, Electroshock & Puma King) derrotaron a Team AAA (Rey Wagner, El Hijo del Fantasma & Psycho Clown).
  - Park cubrió a Clown después de un «Low Blow» de Fantasma quien traicionó a su equipo.
  - Después de la lucha, Fantasma continuó atacando a Clown despojándole de su máscara.